# Різдвяні подарунки
«Різдвяні подарунки» — телефільм 1997 року про жінку, яка склала список бажань і відправила Санта-Клаусу, після чого вони почали здійснюватись.

## Сюжет
Головній героїні Мелоді 35. Вона живе Сіетлі з Джорджем, по сусідству з мамою, яка одержима думкою видати доньку заміж. Подруга радить Мелоді скласти список бажань, що вона й починає робити, поки її бойфренд у відрядженні. Наступного дня жінка завершує список та відправляє Санті.
Клієнт магазину, де працює Мелоді, обрав духи, але в нього не вистачило грошей на покупку. Мелоді вирішила заплатити нестачу. Тоді Денні написав у лотерейному білеті поряд зі своїм ім'ям її. Їм щастить і вони виграють Ford Mustang. Джордж вмішується і складає графік за яким володарі авто будуть їздити. Ввечері мати головної героїні погоджується з донькою святкувати Різдво як хоче донька.
Денні запрошує Мелоді та Джорджа на обід, але він закінчується бійкою. Вдома на неї чекав Девід — батько Денні, який зробив Мелоді пропозицію одружитись і вона погодилась.

## У ролях
| Актор          | Роль          |
| -------------- | ------------- |
| Мімі Роджерс   | Мелоді Парріс |
| Роб Стюарт     | Девід Скайлер |
| Стелла Стівенс | Наталі Парріс |
| Енука Окума    | Наомі         |
| Жано Френдсен  | Джордж        |
| Медісон Грей   | Ейпріл Мей    |
| Марла Мейплз   | Фейт          |
| Білл Світзер   | Денні Скайлер |

## Створення фільму

### Виробництво
Зйомки фільму проходили в Сіетлі, Вашингтон, США та Ванкувері, Британська Колумбія, Канада.

### Знімальна група
- Кінорежисер — Чарлз Джерротт
- Сценарист — Марі Вайсс
- Кінопродюсери — Розанна Міллікен, Джеймс Шевік
- Композитор — Брем Венгер
- Кінооператор — Генрі Чан
- Кіномонтаж — Марк Леммон, Гаррі М. Б. Сміт
- Художник-постановник — Кеті Робертсон
- Артдиректор — Tink
- Художник-декоратор — Дарсі Мортенсен, Тімоті Оуен Томпсон
- Підбір акторів — Джулі Аштон, Розанна Міллікен[1].

## Сприйняття

### Критика
Фільм отримав схвальні відгуки. На сайті Rotten Tomatoes оцінка стрічки становить 67 % від глядачів із середньою оцінкою 3,7/5 (610 голосів). Фільму зарахований «попкорн» від глядачів, Internet Movie Database — 6,9/10 (1 062 голоси).

### Номінації та нагороди
| Нагороди та номінації фільму «Різдвяні подарунки» | Нагороди та номінації фільму «Різдвяні подарунки» | Нагороди та номінації фільму «Різдвяні подарунки»                                 | Нагороди та номінації фільму «Різдвяні подарунки» | Нагороди та номінації фільму «Різдвяні подарунки» | Нагороди та номінації фільму «Різдвяні подарунки» |
| Рік                                               | Кінофестиваль/кінопремія                          | Категорія/нагорода                                                                | Номінант                                          | Результат                                         |                                                   |
| ------------------------------------------------- | ------------------------------------------------- | --------------------------------------------------------------------------------- | ------------------------------------------------- | ------------------------------------------------- | ------------------------------------------------- |
| 1998                                              | «Молодий актор»                                   | Найкращий сімейний телефільм / пілотна серія / міні-серіал (кабельне телебачення) | «Різдвяні подарунки»                              | Номінація                                         |                                                   |
| 1998                                              | «Молодий актор»                                   | Найкраща молодий актор другого плану в телефільмі / пілотній серії / міні-серіалі | Білл Світзер                                      | Номінація                                         |                                                   |